# Стагфлация от 1972
Периодът, започнал през 1972, има своята предпоставка в стоковите позиции на зърното и в позициите на американските запаси от природен газ и петрол. До 1972 ясно са различими четири периода на общо увеличаване на цените: 1798 – 1801, 1852 – 1854, 1897 – 1900, 1934 – 1937. Всеки от тях е част от по-продължителна експанзия на Кондратиев и представлява отрязък от нея с най-стремително ценово издигане.
При стагфлацията от 1972 веднъж започнали да нарастват стремително, цените започнали да създават следната ситуация: обща инфлация, търсене на работа с по-високо парично заплащане за компенсация на спада в реалните доходи, радикална промяна на условията за търговия в и между националните икономики, промяна в разпределението на доходите между градското население. Това имало и уникални исторически последици, провокирайки отделни депресивни ефекти във всички икономики, освен в петролно-експортните.
В края на 1971 цените на зърното тръгват нагоре. Изглеждало, че индустриалните нации са ощастливени от нов икономически растеж. След април 1973 тръгват нагоре и цените на петрола, а с тях и другите горива. Съчетаването на растежа на петролните и хранителните цени създават стерео ефект на неимоверно увеличаване на всички цени.
Таблица 1. Средногодишно нарастване на потребителските цени в големите индустриални държави,% 
| период      | САЩ | Канада | Япония | Франция | Германия | Италия | Холандия | Англия |
| 1955 – 1965 | 1,5 | 1,7    | 3,8    | 4,9     | 2,3      | 3,4    | 3,1      | 3,1    |
| 1965 – 1972 | 4,1 | 3,8    | 5,5    | 4,7     | 3,4      | 3,6    | 5,7      | 5,6    |
| 1972 – 1974 | 8,6 | 8,9    | 16,9   | 19,4    | 6,8      | 12,4   | 8,6      | 11,7   |

Източник: Economic Report of the President of USA р. 359.
От 1960-те години започва прокарването на много закони, свързани с екологията: 1964 – Закон за многократната употреба и Закон за земята и водата, 1965 – Закон за замърсяването на водата и Закон за чистия въздух, 1966 – Закон за възстановяването на чистата вода. От 1970 поредица гигантски закони налагат на американския бизнес т.нар. „екотопия“ – Закон за защита на околната среда, Закон за контрол върху токсичните вещества, Закон за професионалното здравеопазване и безопасност, Допълнение към закона за чистия въздух и цяла серия от закони за храните и медикаментите. За 1976 е изчислено, че спазването на новите закони струва на бизнеса 63 милиарда долара на година, плюс още 3 милиарда на данъкоплатеца за издръжка на държавните инспекционни агенции. Общите разходи надхвърлят 100 милиарда долара през 1979.
Светът като цяло преживява спадане на благосъстоянието, защото производствените загуби струват два пъти повече от допълнителните финанси, прехвърлени в страните-производителки на петрол. За индустриализираните страни резултатът е една форма на икономическа болест, непредвидена от кейнсианството – стагфлацията. От 5,2 на сто годишен икономически ръст и 4,1 на сто среден ръст на цените светът навлиза в 1974 – 1975 с нулев или отрицателен ръст и 10 – 12 на сто средногодишно покачване на цените. Това е висока инфлация, а в много страни тя се ускорява до хиперинфлация. Ценовата революция, в чиято сърцевина е скокът на петрола, покрива годините 1972 – 1976. Тя е най-разрушителното икономическо явление от 1945 насам. Тя действа като внезапна спирачка на водещите енергоемки сектори, движещи продължителния ръст на американската, западноевропейската и японската икономика. Предизвиква рядък спад на производството и безработица в мащаби, непознати от 1930-те години насам. В началото на 1980-те броят на безработните само в САЩ и Западна Европа е 25 милиона.
Интерес представляват последиците от нефтената криза на страните от ОПЕК в началото на 1970-те години и влиянието ѝ върху процесите в индустриалните страни.
Ембаргото, наложено от арабските държави-нефтопроизводители върху страните, които подкрепяли Израел по време на войната през 1973, довежда до недостиг и покачване на цените на нефта. През 1973 – 74 цените на нефта стават 3 пъти по-високи, което довежда до следните резултати:
- Рязък спад на икономическата активност, особено в САЩ;

- Двойно повишаване нивото на инфлация в промишлените държави, в сравнение с и без това високите ѝ показатели;

- Значително повишаване на дефицита на платежния баланс;

- Излишъкът на нефт на ОПЕК се увеличава почти 10 пъти до 1974, което довежда до големи проблеми в рециклирането и голям растеж на международния валутен пазар.

За да се справят с негативното влияние на нефтената криза, големите държави набелязват цели за увеличаване на паричната маса, което става причина за повишаването на лихвените проценти. Огромни потоци от краткосрочни капитали заливат международния валутен пазар и довеждат до повишаване на лихвените проценти, като по този начин увеличават волативността на валутните курсове и подсилват системата на плаващите валутни курсове.
Между 1952 и 1972 цената на горивото постоянно спада в сравнение на промишлените стоки. Тя спада рязко в относително изражение през 1953 – 1969, при което през 1963 – 1969 спада и в абсолютно изражение. Падането на цената става възможно поради бързото нарастване на износа на евтин петрол от Близкия изток. Показателно е, че и трите водещи сектора на възходящата западна икономика – автомобилите, химикалите и електричеството са енергоемки, по-точно са петролоемки. Предполагайки, че енергията ще остане евтина, всички индустриални държави проявяват късогледство. Американската енергийна политика е непредвидлива – правителствената намеса държи вътрешните цени доста под световните. От световен износител на енергия САЩ се превръща във вносител – 7 на сто от общото потребление през 1960, а нейното потребление на енергия нараства бързо всяка година. Вносът на петролни деривати в САЩ е особено обезпокоителен: през 1960 Америка внася 10 на сто; през 1968 – 28 на сто; през 1973 – 76 на сто. Добивът на нефт в САЩ достига върха си през 1970 и оттогава спада.
Ръководителите на близкоизточните нефтени държави забелязват растящата зависимост на Запада и Япония от техния износ на нефт и неспособността им да намерят допълнителни или алтернативни енергийни източници. Някои от тях особено шахът на Иран, се впечатляват от твърденията на еколозите, че напредналите индустриални [държави, особено Америка, изразходват природните ресурси прекалено бързо, защото цените са им занижени. През 1972 – 1973 вече има признаци, че цените на суровините и други стоки като земеделските продукти се вдигат, а нефтът започва да ги следва. Шахът се опитва да убеди другите управници, че страните-износителки на петрол от Близкия изток биха направили по-добре, ако разширяват добива по-бавно и вдигат цените: така ще се повиши цената на залежите им.
Таблица 2 Цени за барел светъл арабски петрол в долари и внос на петрол в Америка, индекс, 1947 = 100 
| година | внос на петрол | максимална цена за барел | дата           | цена за барел |
| 1950   | 108            | 2,3                      | 31.08.1970     | 1,80          |
| 1955   | 110            | 2,3                      | 15.02.1971     | 2,18          |
| 1960   | 114            | 1,8                      | 01.06.1971     | 2,285         |
| 1965   | 120            | 1,8                      | 20 януари 1972 | 2,479         |
| 1970   | 120            | 1,8                      | 1 януари 1973  | 2,597         |
| 1972   | 126            | 2,3                      | 01.08.1973     | 3,066         |
| 1973   | 130            | 11,8                     | 05.10.1973     | 5,119         |
| 1975   | 135 (1947 г.)  | 11,7                     | 1 януари 1974  | 11,651        |

Либия се оказва крайно ловка в пазарлъците с нефтените компании и държавите-потребителки, демонстрирайки, че и едните, и другите могат да бъдат разцепени и изнудвани поотделно. В поредица от преговори от 1970, 1971 и отново през 1973 Либия постига най-големите увеличения в цената на нефта, някога давани от арабска сила, с допълнителни клаузи за повишаване с оглед падането на долара. ОПЕК е образувана като защитен орган, за да поддържа цената на нефта, когато тя спада. Дотогава тя не е предприемала колективни действия, освен съгласуването на цените за концесиите през 1965. През 1971, следвайки хода на Кадафи, членките на ОПЕК от Персийския залив за първи път преговарят с нефтените компании, като обединена група. На 14 февруари в Техеран те си осигуряват повишаване на цената с 40 цента на барел. Това е началото на революцията в цените на енергията.
С превземането на международната валутна система от банките, надзорната роля на Вашингтон рухва. През 1971 администрацията на Никсън губи или се отказва да контролира събитията. Две години по-късно през март 1973 Никсън прекъсва връзката между златото и долара и оттогава повечето главни валути плават, поотделно или на групи. Плаването разкрива слабостта на долара, който губи 40 на 100 от стойността си спрямо западногерманската марка от февруари до март 1973. То също засилва бързината и конвулсиите в движенията на валутите, които, благодарение на новите технологии се източват през границите в огромни обеми. В края на 70-те години сделките само в Ню Йорк са средно за 23 милиарда дневно. Казано накратко, през есента на 1973 финансовата система на световната икономика започва да се разпада.
През 70-те години централните банки пристъпват към самостоятелно дефиниране на валутно-курсовата си политика. След 1973 голяма част от държавите в света установяват режим на плаващ валутен курс. Монетарните власти на страните започват да се намесват във валутната търговия от съображения за стабилизирано движение на валутните курсове. Валутният пазар обаче не е защитен от въздействието на промените в курсовете, от неравновесието на платежни баланси.
През 1975 в Рамбуйе, представители на напредналите индустриални държави стигат до договореност да се легитимира съществуващия вече режим на плаващи валутни курсове и да се формулират правилата за тяхното стабилизиране.
На конференцията през 1976 в Кингстън – Ямайка, Международният валутен фонд приема текста на второто допълнение към устава му. То влиза в сила през 1978 и е с характер на реформиране. Промените са следните:
- Националните партийни власти получават правото на висока самостоятелност при избора на валутно-курсовия си режим. Единственото ограничение е забраната на страните членки да обвързват валутите си към златото;

- Фондът се задължава да възприеме курс на твърд контрол над валутно-курсовата политика на страните;

- Елиминира се ролята на златото.

Развитието на политико-икономическата среда през 1972 – 1976 води до следните заключения. Индустриалните държави през този период са били ощастливени от силен икономически бум, продължил до лошите реколти през 1972 – 1973 и до акцията по вдигане на цените на петрола от държавите от ОПЕК през октомври 1973. Кризата е започнала в края на 1973 със слабо обезценяване на работната заплата. Спадането на безработицата по време на предшестващия растеж е показател за очакван висок размер на инфлация. От своя страна прогресиращата инфлация е съчетана с висок размер на безработица. През 1973 – 1974 ръстът на инфлацията довежда до нарастване на размера на заплатите. Ефектът на инфлацията върху реалните доходи на е добре компенсиран. Безработицата, в размер на 14,5 милиона души, в страните на ОИСР не е намалена чрез нарастване на дългосрочните инвестиции.
Като цяло, ценовата революция от 1972 – 1976 е най-болезненото събитие в световната икономика след Втората световна война. Тя нанася директен удар на интензивните енергийни консуматори – Америка, Япония и част от Европа, дестабилизира тяхното развитие, довежда до спад в продукцията и растеж на безработицата в непознат дотогава размер.
Икономическото положение за същия период на държавите от Азия, Африка и Латинска Америка е почти идентично.
Световната икономическа общественост реагира на случилото се, но не постига единно действие в това отношение. Все пак взетите мерки към края на 1976 дават резултат и темповете на развитие отпеди 1973 започват да се възвръщат.